# 2023년 헤라트 지진
2023년 헤라트 지진은 2023년 10월 7일 아프가니스탄 헤라트주에서 발생한 네 차례의 규모 M6.3의 지진이다. 첫 지진은 현지 시각(AFT) 오전 11시 11분에 발생했고, 31분 뒤인 오전 11시 42분 두 번째 지진이 발생했다. 10월 11일과 15일에도 같은 지역에 규모 M6.3의 지진이 다시 발생했다. 10월 7일의 2차례 지진으로 세계 보건 기구(WHO) 추산 최소 1,482명이 사망하고 2,100명 이상이 부상을 입었으며 43,400명이 영향을 입었으며 114,000명이 인도주의적 지원이 필요한 상태라고 추산했다. 대부분의 피해는 10월 7일 지진으로 발생했으며 10월 11일과 15일의 지진으로는 7명이 사망하고 344명이 부상을 입었다.

## 지질학적 특성
아프가니스탄은 아라비아판, 인도판, 유라시아판 사이 광범위하고 복잡한 판 충돌지대 위에 있다. 아프가니스탄 서부는 크게 북쪽의 북아프간 암군과 남쪽에 있는 일련의 하위 부속암군으로 구성되어 있다. 북아프간 암군은 고생대 후기 바리스칸 조산운동으로 유라시아 대륙이 만들어지는 과정에서 비교적 지질학적으로 안정된 상태를 유지한 지역이다. 이 암군의 남쪽으로는 특히 중생대에 점진적으로 부가성장된 대륙판 조각과 마그마호가 섞여 있다. 두 지각대 사이를 우수향 주향이동단층인 하라루드 단층(혹은 헤라트 단층)이 나누고 있으며 아프가니스탄 동쪽을 관통하는 차만 단층보다는 지진 활동이 훨씬 적다. 하리루드 단층 북쪽에는 거의 평행하게 최근 지진활동을 보여왔던 우수향 주향이동단층인 반드에투르키스탄 단층이 있다.
아프가니스탄의 지진은 아라비아판, 유라시아판, 인도판 사이의 복잡하고 활발한 지질 활동으로 발생한다. 10월 7일의 지진 진앙에서 250 km 이내에 발생했던 규모 M6.0 이상의 지진은 총 7차례 있다. 이 지진에는 1997년 5월 발생한 규모 M7.3의 1997년 카옌 지진과 1979년 발생한 규모 M7.1의 1979년 가에나트 지진도 있다. 2022년 6월에는 아프가니스탄 동부에서 규모 M6.2의 지진이 발생해 1천명 이상의 사망자가 발생하기도 했다.

## 지진
첫 지진은 현지 시각 11시 11분에 일어났으며 모멘트 규모 Mw6.3이다. 8분 후 규모 M5.5의 지진이 발생했다. 이후 현지 시각 11시 42분에 첫 지진과 규모가 같은 규모 Mw6.3의 두 번째 대지진이 발생했으며, 직후 규모 M5.9의 지진이 이어졌다. 두 차례 대지진과 규모 M5.9의 여진 모두 수정 메르칼리 진도 계급 기준 최대진도 VIII를 관측했다.
10월 28일에는 규모 M5.0의 지진이 발생했으며, 다음 날 규모 M4.8의 지진이 다시 발생했다.
미국 지질조사국(USGS)은 이번 지진이 얕은 깊이에 있는 충상단층에서 발생했다고 보고했다. 단층면해 분석 결과 동서방향을 축선으로 남북 방향으로 경사가 발생한 충상단층형 지진으로 확인되었다.
지진학자들은 이번 지진의 진원을 북쪽의 시아쿠불락 단층과 남쪽의 헤라트 단층 사이로 보고 있다. 센티널-1A 위성 자료에 따르면 지진이 발생한 지점을 중심으로 동서로 15 km, 남북으로 30 km 넓이의 지역이 융기했다. 한편 융기된 지역의 동쪽 작은 넓이 지역에서는 침강 현상이 관측되었다. 지진학자는 이런 지각변동이 확산되고 있으며 지진이 맹단층형일 가능성이 있다고 추론했다. 이 맹단층은 헤라트 단층과 시아쿠불락 단층 사이에 있을 가능성이 높다.

## 피해

### 10월 7일 지진
유엔은 10월 10일까지 지진의 사망자가 1,294명r이라고 발표했고, 탈레반 측은 1천여명이라고 발표했다. 이후 탈레반 측은 10월 11일 기준 지진 사망자수는 2,795명이라고 추정했다. 세계 보건 기구(WHO)는 사상자 대부분은 지진으로 집이 무너져 깔린 여성과 아이들이라고 밝혔다. 지진 당시 남성 대부분은 바깥에 있었다고 덧붙였다. 또한 2,000명 이상이 부상을 입었다. 유엔은 지다자구의 11개 마을 피해 조사 결과 1,023명이 사망했고 1,663명이 부상을 입었으며 516명이 실종했다고 발표했다. 이 마을의 모든 집이 무너졌다. 또한 지진으로 11,585명이 피해를 입은 것으로 조사되었다. 영향을 받은 마을에는 20명이 사망한 마할와다카흐, 다슈트호스, 바하도르자이, 조랴안 등이 있다. 지진으로 통신망도 끊겼다. 헤라트주 이외에도 인근의 바드기스주와 파라주에서 지진으로 사망자와 주택 붕괴 피해가 보고되었다.
지진으로 집 1,320채 이상이 붕괴되었다. 진흙으로 만들어진 집이 대부분인 마을이 가장 큰 피해를 입었다. 피해 지역의 한 주민은 인터뷰에서 첫 지진으로 수많은 집이 붕괴되었다고 말했다. 국가재난관리청 관계자는 지진으로 인구가 1천여명인 여러 마을에서 300채의 집 중 100채 정도만 온전히 남은 상태라고 말했다.
진다잔구의 12곳 마을과 고리안구의 마을 6곳이 파괴되었다. 나옙마피 마을은 완전히 파괴되었고 마을 주민의 80% 이상인 1,200-1,300명 가량이 사망했다. 30명의 대가족 전체가 집이 무너져 잔해 속에 깔린 경우도 있었다. 사르볼란드 마을에는 수십 채의 집이 완전히 무너져 한 주민은 최소 30명이 사망했다고 말했다. 카슈카크 마을에서는 최대 170명이 사망했다. 10월 8일에는 정부 관계자가 수백 명이 잔해 속에 깔려 있는 상태라고 전했다.
헤라트의 중세 시기 미나레트도 피해를 입었다. 벽 석고가 떨어지고 도시 건물 일부가 붕괴되는 피해가 있었다. 이란에서는 토르바트에잠에서 1명이 부상을 입었고 타이바드에서는 주택 여러 채가 경미한 피해를 입었다.

### 10월 11일 지진
10월 11일 지진에서는 11일 기준 1명이 사망하고 153명이 부상을 입었다. 15일 지진 발생 전까지 사상자는 3명 사망, 169명 부상으로 늘어났다. 지진 발생 당시 대부분이 집 밖에 있었고 이른 아침에 일어나 7일의 지진보다는 인명 피해가 적었다. 헤라트 주지사는 이전의 지진 피해에다 11일의 지진 피해까지 겹쳐 몇몇 구에서는 '심각할 정도의 피해'를 입었다고 말했다. 이전 지진에서 피해가 없었던 차하크에서 11일 지진으로 700여채의 모든 집이 무너졌다. 헤라트-토르그훈디 고속도로도 산사태로 막혔다. 헤라트 시내에서는 큰 피해는 없었으나 아흐타루딘 성의 벽돌이 떨어져 일부 붕괴되었다. 몇몇 미나레트도 무너지는 피해가 있었다.

### 10월 15일 지진
15일 지진으로 총 4명이 사망했고 160명이 부상을 입었다. 헤라트 시내 동부 지역에서 추가적인 피해가 발생했다. 몇몇 마을은 완전히 파괴되었으며 헤라트주 대부분 지역에서 정전 피해도 발생했다. 이란 토르바트에잠에서도 2명의 부상자가 보고되었다.

### 10월 28일 지진
10월 28일에 발생한 규모 M5.0 지진으로 12명이 부상을 입었으며, 헤라트의 여러 문화재에 다시 피해가 발생했다.

## 여파

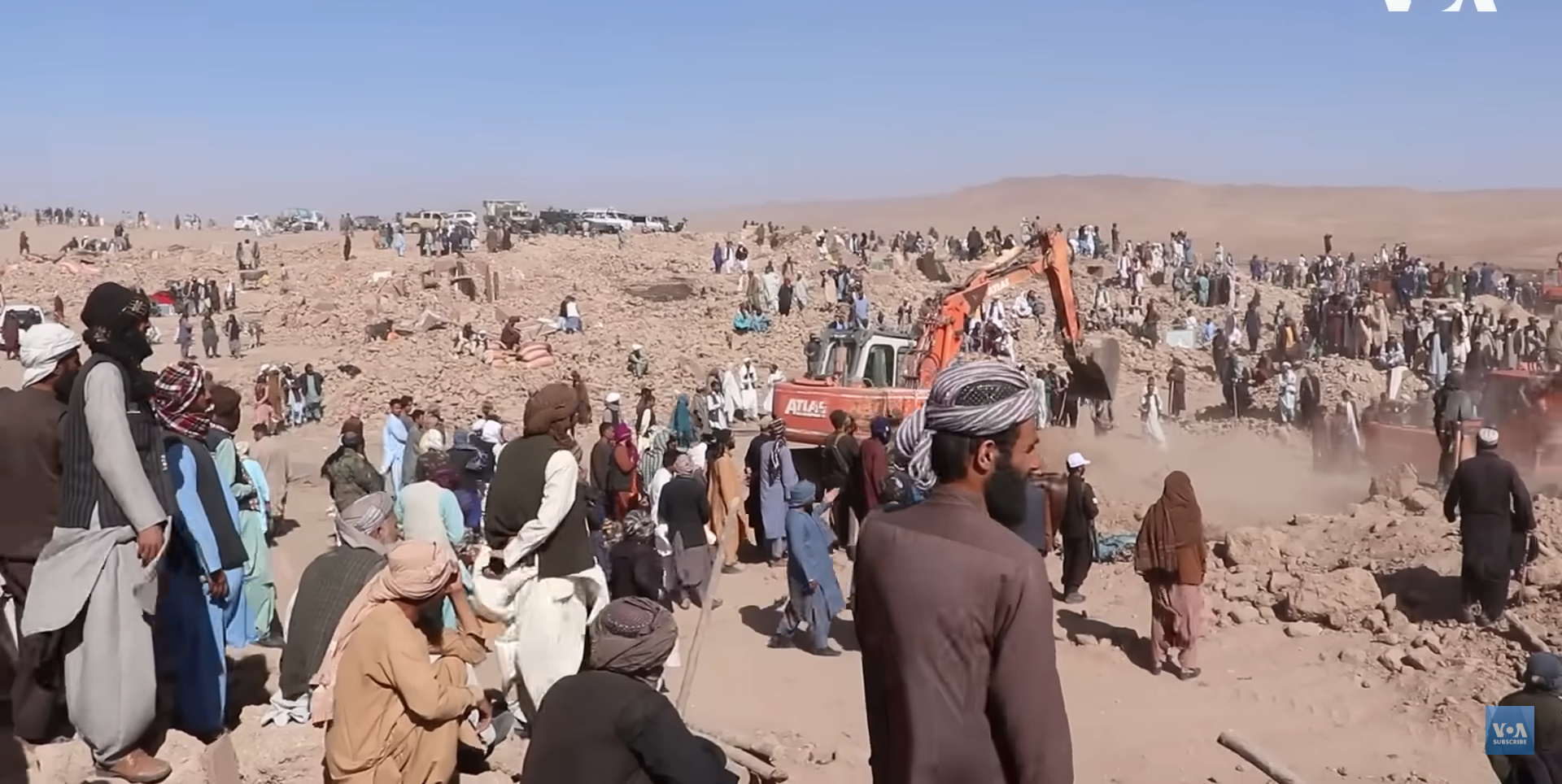
헤라트주에서 구조 활동을 펼치는 모습.

지진이 발생한 지역은 수십년간의 전쟁으로 인한 이주, 수년 동안의 가뭄, 2021년 탈레반 공세 이후 해외 원조의 급격한 감소와 같은 여러 위기를 겪고 있는 시기에 발생했다.
세계 보건 기구는 진다잔구에 사상자를 이송하기 위한 구급차 12대를 지원보냈다. 유엔은 의사와 심리상담사를 태운 구급차 4대를 병원에 급파했다. AP통신은 10월 9일 이동형 구급팀 3팀이 진다잔구에 가 있다고 예상했다. 국경없는의사회는 헤라트 지역 병원에 80명의 환자를 치료할 수 있는 의료텐트 5동을 설치했다. 아프간 적신월사의 7개 팀도 구조 활동에 참여했으며, 다른 아프가니스탄 8개 주의 더 많은 팀들이 합류했다. 적신월사 대변인은 노숙자가 된 난민이 임시거주소에 머무르는 중이라고 밝혔다. 또한 적신월사는 방수포, 물통, 주방용품, 담요, 기타 필수품을 원조했다. 유니세프는 위생 키트 1만개, 가족키트 5천개, 겨울옷과 담요 1,500개, 방수포 1천개, 기본 가정용품을 피해지역에 보내줬다.
월드비전 아프가니스탄 책임자는 10월 9일 "상황이 생각했던 것보다 더욱 나쁘다"며 사람들이 여전히 손으로 잔해 속에 갇힌 사람들을 구출하는 중이라고 말했다. 통신 두절과 막힌 도로로 구조 임무가 방해받았다. 피해를 입은 마을 주민들은 삽과 맨손으로 잔해에 파묻힌 사람들을 구조했다. 아프가니스탄 경찰 대변인은 10월 8일 피해 주민들에게 식량과 피난처가 필요하다고 말했다. 군과 국제적신월사 같은 비영리 단체 직원들도 구조 임무에 참여했다. 세계 식량 계획(WPF)은 직원들이 식량 꾸러미를 전달하는 중이라고 말했다. 2만명을 위한 긴급식량이 준비되었으며, 각 긴급식량에는 7일 가족이 1달간 버틸 수 있는 식량이 있다. 또한 세계 식량 계획은 최대 7만명의 주민들에게 긴급 식량 원조를 전달할 준비가 되었다고 말했다. 운동선수 라시드 칸은 크리켓 월드컵 참가비를 아프간 지진 피해자를 돕기 위해 기부하기로 약속하고 모금 활동도 시작했다.
탈레반의 경제부총리인 압둘 가니 바라다르는 지진 피해자에게 애도를 전했다. 또한 탈레반은 공개적으로 국제적 지원을 호소했다. 10월 8일 기자회견에서 탈레반은 국내 및 국제조직의 지원이 필요한 상황이라고 말했다. 주 보건부 관계자는 200구가 넘는 시신이 병원에 들어왔으며 사망자 중 상당수가 어린이와 여성이라고 밝혔다. 헤라트의 중심병원은 야외에까지 병상을 늘어놔 많은 피해자 유입에 대처하는 상황이라고 밝혔다. 칸다하르주의 탈레반 주지사실은 의사 및 간호사 37명을 포함한 10개 의료팀이 헤라트주로 파견되었다고 발표했다. 칸다하르시의 공중보건 책임자는 2톤의 의약품도 같이 수송되었다고 발표했다.
2,100명 가량의 실향민이 헤라트 시내로 피난갔다. 헤라트의 여러 병원은 수많은 사상자로 넘쳐났다. 헤라트의 각 지역 병원에는 국경 없는 의사회 지원팀이 파견되었다. 대부분의 환자는 치명상을 입진 않았으나 대부분 집이 무너져 돌아갈 수 없어 병원에 남는 환자들도 많았다.

## 반응
- 미국: 미국의 국무장관인 앤터니 블링컨은 "지진 피해 상황을 면밀히 살펴보는 중"이라며 "아프가니스탄 국민을 지원하기 위한 인도주의적 원조"를 제공할 인도주의적 파트너가 되겠다고 발표했다.[58]
- 싱가포르: 싱가포르 적십자사는 지진 구호를 위해 5만달러를 편성했다.[59]
- 중화인민공화국: 아프가니스탄 주재 중국 대사인 자오싱은 정부와 관련 기관이 최대한 지진 피해 복구에 도움을 주겠다고 말했다.[60] 또한 중국적십자사는 아프가니스탄 피해 주민 구호를 위해 20만 달러를 원조했다.[61]
- 카자흐스탄: 카자흐스탄의 대통령 카심조마르트 토카예프는 아프가니스탄 피해 지역에 식량, 텐트, 의약품, 옷과 같은 생필품을 원조하겠다고 발표했으며, 아프가니스탄으로 구조대와 구조견을 급파했다.[62]
- 캐나다: 캐나다의 외무장관 멜라니 졸리는 아프가니스탄의 피해주민들에게 애도를 표하며 "캐나다는 아프가니스탄의 편에 서 있다"라고 말했다. 또한 국제개발장관 아흐메드 후센은 피해 지역의 상황을 면밀히 살피는 중이라고 말했다.[63]
- 코소보: 코소보의 대통령 비오사 오스마니는 지진 피해 주민들에게 애도를 표했다.[64]
- 튀르키예: 튀르키예 외무부는 지진 피해 주민들에게 애도를 표했고 부상자들에게 회복하라는 기원의 메시지를 보냈다.[65] 튀르키예 국방부는 구호물자[66]를 포함한 여러 항공기를 아프가니스탄 공군기지로 보냈다고 발표했다.[67]
- 파키스탄: 파키스탄 국가재난관리청은 구호를 위한 물자를 준비중이라고 밝혔다. 또한 파키스탄 정부 고위관료는 아프가니스탄의 대사관과 긴밀히 연락해 원조와 구조대를 제공하겠다고 밝혔다.[68]

## 같이 보기
- 2023년 지진
- 아프가니스탄의 지진 목록